# Oberscheid (Lohmar)
Oberscheid ist ein Weiler, der zur Stadt Lohmar im Rhein-Sieg-Kreis in Nordrhein-Westfalen gehört. 

## Geographie
Oberscheid liegt im Nordwesten Lohmars. Umliegende Ortschaften sind Neuenhof, Spechtsberg und Scheid im Norden, Wahlscheid im Nordosten, Osten und Südosten, Schiffarth im Osten, Brückerhof und Hitzhof im Südosten, Scheiderhöhe, Schöpcherhof und Hagerhof im Süden sowie Muchensiefen und Gammersbacher Mühle im Westen bis Südwesten.
Ein namenloser, orographisch linker Nebenfluss des Gammersbachs entspringt westlich von Oberscheid. Östlich von Oberscheid entspringt der Oberscheider Bach, der rechts in die Agger mündet.

## Geschichte
Im Jahre 1885 hatte Oberscheid 48 Einwohner, die in neun Häusern lebten.
Bis 1969 gehörte Oberscheid zu der bis dahin eigenständigen Gemeinde Scheiderhöhe.

## Sehenswertes
In Oberscheid steht ein Votivkreuz aus Sandstein aus dem Jahre 1844. Die Inschrift lautet: „Kommt alle zu mir, die ihr mühselig und beladen seid, ich will Euch erquicken. Errichtet von den Eheleuten Sybille Manns geb. Müller 1844“.

## Verkehr
- Oberscheid liegt an der Landesstraße L 84.
- Der Bahnhof Lohmar-Honrath bei Jexmühle liegt in relativer Nähe.
- Zwei Buslinien verbinden den Ort mit Lohmar, Wahlscheid und Siegburg. Oberscheid gehört zum Tarifgebiet des Verkehrsverbund Rhein-Sieg (VRS).
- Das Anruf-Sammeltaxi (AST) ergänzt den ÖPNV.[4]
- Der Bergische Streifzug Nr. 18 „Bauernhofweg“[5] und der Rundwanderweg A3 ab Honrath[6] des Sauerländischen Gebirgsvereins (SGV) gehen durch Oberscheid.